# Władimir Czuczełow
Władimir Nikołajewicz Czuczełow, ros. Владимир Николаевич Чучелов (ur. 28 września 1969) – belgijski szachista i trener szachowy (FIDE Senior Trainer od 2010) pochodzenia rosyjskiego, arcymistrz od 1995 roku.

## Kariera szachowa
Pierwszym znaczącym sukcesem Czuczełowa było zwycięstwo w turnieju HSK w Hamburgu w roku 1991. W 1992 zwyciężył (wspólnie z Roberto Cifuentesem Paradą) w otwartych mistrzostwach Holandii, triumfował w Gifhornie oraz podzielił I m. w Dreźnie. W 1994 r. podzielił I m. (wspólnie z Anthony Milesem, Giennadijem Kuźminem i Markiem Hebdenem) w Cappelle-la-Grande. W 1995 podzielił II m. (za Wiktorem Korcznojem, wspólnie m.in. z Władimirem Małaniukiem, Christopherem Lutzem, Igorem Glekiem i Lubomirem Ftaćnikiem) w openie rozegranym w Hamburgu, w 1997 zwyciężył (wspólnie z Konstantinem Lernerem, Stanisławem Sawczenko i Jurijem Kruppą) w turnieju Berliner Sommer, w 1996 nalazł się wśród sześciu zwycięzców turnieju w Dreźnie, w 1999 zwyciężył w Bethune (wspólnie z Władimirem Ochotnikiem), zajął II m. (za Erikiem van den Doelem) w Deizisau, oraz podzielił II m. we Vlissingen (za Albertem Davidem, wspólnie m.in. z Michaiłem Gurewiczem, Rafaelem Waganianem i Władimirem Bakłanem). W 2000 podzielił I m. (wspólnie m.in. z Christopherem Lutzem, Igorem Glekiem, Lwem Gutmanem i Erikiem Lobronem) w Bad Zwesten oraz zdobył w Gandawie złoty medal w mistrzostwach Belgii, a w 2001 w finale mistrzostw kraju w Charleroi wywalczył medal brązowy. W tym samym roku podzielił I m. (wspólnie z Einarem Gauselem) w Cappelle-la-Grande.
Na arenie międzynarodowej barwy Belgii reprezentuje od 1994 roku. Najwyższy ranking w karierze osiągnął 1 lipca 2003 r., z wynikiem 2608 punktów zajmował wówczas 94. miejsce na światowej liście FIDE, jednocześnie zajmując 2. miejsce (za Michaiłem Gurewiczem) wśród belgijskich szachistów.
W czasie swojej kariery był trenerem m.in. reprezentacji Holandii oraz Anisza Giri i Fabiano Caruany.